# Francesca Zambello
Francesca Zambello (24 de agosto de 1956, Nueva York) es una directora de teatro, musicales y ópera estadounidense. Actualmente es la directora artística de la Glimmerglass Opera y de la Washington National Opera después de la marcha de su anterior director, Plácido Domingo. Es ganadora de tres Premio Olivier y condecorada por el gobierno francés con la Orden de las Artes y las Letras.

## Biografía
Zambello tiene ascendencia italiana, sus abuelos paternos emigraron a Boston desde Nápoles a principios del siglo XX, es la hija de la actriz Jean Sincere y el actor Charles C. Zambello. Zambello vivió en Europa - más exactamente Francia y luego Viena - desde los 12 años, aprendiendo francés, italiano, alemán y ruso.
Acudió a la Universidad de Moscú en 1976 y se graduó en la Universidad de Colgate en 1978.
A principios de la década del ochenta, comenzó en la Opera de Frankfurt y fue asistente en el Festival de Bayreuth. Zambello luego trabajó como directora asistente de célebres directores de ópera como Jean-Pierre Ponnelle y Nathaniel Merrill.
Su debut americano fue en la Ópera de Houston con Fidelio en 1984 donde regresó a dirigir el estreno de la primera ópera encargada en español por la compañía, Florencia en el Amazonas de Daniel Catán basada en un libro de Gabriel García Márquez.
Desde 1984 a 1991 fue la Directora Artística del Teatro de Ópera Skylight en Milwaukee. En 1986 dirigió a Luciano Pavarotti y Mirella Freni en La bohème en la San Francisco Opera. En 1987 hizo su debut europeo en La Fenice de Venecia con Beatriz de Tenda de Rossini.
Su debut en el Metropolitan Opera con Lucia di Lammermoor en 1992 no fue bien recibido por su audacia pero le abrió las puertas de Europa donde tuvo gran éxito con Boris Godunov, Guerra y Paz y Billy Budd. En años recientes dirigió Tristan e Isolda en Seattle con Jane Eaglen y Ben Heppner y ha trabajado en la Metropolitan Opera de Nueva York (Cyrano de Bergerac de Alfano con Plácido Domingo), la Ópera Nacional de Washington (El Anillo de Wagner, coproducido con la Ópera de San Francisco), Gran Ópera de Houston, el Teatro Bolshói, la Fenice de Venecia, la Royal Opera en Londres y la Ópera de París, así como el Teatro de Niños de Seattle, BBC Television, y el Festival de Bregenz.
Es asesora artística de la Ópera de San Francisco.
Ha ganado premios por su trabajo en Francia, Inglaterra, Japón, Alemania, Rusia y Australia (el Premio Helpmann).
Zambello debutó como directora en Broadway con la producción musical de La sirenita de Disney (2008). Zambello dirigió la producción regional del musical El club de las primeras esposas en el Teatro Old Globe, San Diego en 2009, pero dejó el proyecto debido a "anteriores compromisos". Ella dirigió la versión musical de Little House on the Prairie (serie de televisión), que se estrenó en el Teatro Guthrie en julio de 2008 y está actualmente de gira por Estados Unidos.
Zambello desarrolló una versión escénica de The Master Butchers Singing Club, la novela de 2003 de Louise Erdrich, con la dramaturga ganadora del Premio Pulitzer Marsha Norman. La producción se estrenó el 11 de septiembre de 2010, en el Teatro Guthrie.
El 1 de septiembre de 2010, Zambello asumió la dirección de la Ópera Glimmerglass en Cooperstown, Nueva York, como su nueva directora artística y general. Inmediatamente cambió el nombre de la compañía por el de Festival Glimmerglass y dijo que presentaría un musical cada temporada, comenzando con Annie Get Your Gun en el verano de 2011.
En el verano de 2011, dirigió El anillo del nibelungo completo, de Richard Wagner, en la Ópera de San Francisco inspirado en la historia de Estados Unidos